# Jaromir Trafankowski
Jaromir Eligiusz Trafankowski (ur. 16 czerwca 1973 w Poznaniu) – polski śpiewak operowy (baryton).

## Życiorys
Śpiewał w Poznańskim Chórze Katedralnym. W 1999 ukończył studia na Wydziale Wokalno-Aktorskim Akademii Muzycznej w Poznaniu. Ponadto uczestniczył w kursach wokalnych, prowadzonych przez Ryszarda Karczykowskiego, Ewę Podleś, Galinę Wiszniewską i Helenę Łazarską, a 2001 brał udział w Cours Internationaux de Perfectionnement Musical w Luksemburgu, pod kierunkiem Sylvii Geszty.
W 1994 został zaangażowany jako solista Teatru Wielkiego w Poznaniu, gdzie jest obsadzany w pierwszoplanowych rolach. Wystąpił w około 25 spektaklach, tak w wersji polskiej, jak oryginalnej. Współpracuje również z innymi instytucjami muzycznymi, jak Filharmonia Poznańska, Filharmonia Kaliska, Filharmonia Sudecka w Wałbrzychu, Opera Bałtycka w Gdańsku, Opera Nova w Bydgoszczy, Gliwicki Teatr Muzyczny i Teatr Muzyczny w Lublinie. W jego repertuarze znajdują się utwory oratoryjno-kantatowe (m.in.: Johann Sebastian Bach, Pasja według św. Jana; Wolfgang Amadeus Mozart, Msza Koronacyjna; Giacomo Puccini, Messa di Gloria; Carl Orff, Carmina Burana, Ariel Ramírez, Misa Criolla), pieśni Mieczysława Karłowicza, a ponadto wykonuje arie operetkowe i amerykańskie piosenki musicalowe.
Jest pedagogiem Wydziału III Akademii Muzycznej w Poznaniu, gdzie wykłada śpiew solowy i nauczycielem sekcji wokalnej Państwowej Szkoły Muzycznej II stopnia im. Fryderyka Chopina w Zespole Szkół Muzycznych, w której prowadzi zajęcia ze śpiewu, emisji głosu i dykcji.
W latach 2003-2009 był prezesem Fundacji im. Antoniny Kaweckiej, zajmującej się m.in. organizacją cyklu koncertów „Akademia Pieśni Polskiej” w zamku w Kórniku oraz Poznańskiego Festiwalu Mozartowskiego.
Finalista Międzynarodowego Konkursu im. Ady Sari w Nowym Sączu (1999), 2000 został nominowany do Nagrody im. ks. Piotra Wawrzyniaka dla Wybitnych Wielkopolan w kategorii „Nadzieja Wielkopolski”, w 2004 otrzymał Nagrodę Towarzystwa im. Hipolita Cegielskiego w kategorii „Młody Pozytywista”.
W 2001 jego żoną została Natalia Trafankowska z d. Łupiejewa, koryfej baletu Teatru Wielkiego w Poznaniu.
W 2023 został odznaczony Brązowym Krzyżem Zasługi.

## Ważniejsze role
- Teatr Wielki w Poznaniu:
  - Gioacchino Rossini, Cyrulik sewilski, jako Figaro (premiera 1997, reż. Marek Weiss-Grzesiński)[5]
  - Gaetano Donizetti, Don Pasquale jako Malatesta (premiera 1998, reż. Sylvia Geszty)
  - Wolfgang Amadeus Mozart, Czarodziejski flet jako Papageno (premiera 1998, reż. Marek Weiss-Grzesiński)[6]
  - Jan Stefani, Wojciech Bogusławski, Krakowiacy i Górale jako Bardos, Morgal (premiera 1999, reż. Krzysztof Kolberger)
  - Georges Bizet, Carmen jako Escamillo, Dancairo (premiera 2000, reż. Marek Weiss-Grzesiński)[7],
  - Georges Bizet, Poławiacze pereł jako Zurga (premiera 2002, reż. Maria Sartowa)
  - E.T.A. Hoffmann, Ondyna jako Huldbrand (premiera 2004, reż. Uwe Drechsel)[8]
  - Wolfgang Amadeus Mozart, Così fan tutte jako Guglielmo (premiera 2005, reż. Grzegorz Jarzyna)[9]
  - Giuseppe Verdi, Bal maskowy jako Christian 2006, reż. Waldemar Zawodziński[10]
  - Stanisław Moniuszko, Straszny dwór jako Maciej (premiera 2007, reż. Emil Wesołowski)
  - Jerry Bock, Joseph Stein, Skrzypek na dachu jako Perczyk (premiera 2009, reż. Emil Wesołowski)
  - Richard Wagner, Śpiewacy norymberscy jako Sixtus Beckmesser (premiera 2018, reż. Michael Sturm)[11]
- Gliwicki Teatr Muzyczny:
  - Stephen Flaherty, Ragtime (musical na podstawie powieści E.L. Doctorowa) jako Coalhouse (premiera 2007, reż. Maria Sartowa)[12]